# Alípio Franca
Alípio Correia da Franca (Cachoeira, 1871 - Salvador, 08 de outubro de 1957) foi um pedagogo baiano, introdutor do método pedagógico montessoriano no Brasil, e fundador do Colégio da Bahia (atual Central).

## Biografia
Alípio Correia da Franca nasceu no distrito de Santiago do Iguape, Cachoeira, filho de Cristóvão da Franca e de Eufrosina Correia da Franca.
Diplomou-se mestre pela Escola Normal do Estado da Bahia, em 1895. Iniciou sua carreira de professor na Cadeira de Pedagogia, da Escola Normal da cidade da Barra, região do rio São Francisco, onde também colaborou como jornalista dos jornais ribeirinhos.  Apresentou tese ao Instituto Normal da Bahia, no concurso à cadeira de Lente de Pedagogia da Escola Normal da Barra em 1896. Em 1908, transferiu-se para Salvador, sendo indicado pelo Conselho Superior do Ensino e nomeado pelo Governo do Estado como Catedrático de Pedagogia e Metodologia, da Escola Normal da Bahia, por concurso prestado em 1898.
Atuou como representante do Professorado Baiano no 3º Congresso Nacional de Instrução Primária e Secundária, realizado no ano de 1913.[carece de fontes?]
Ao longo da sua carreira pedagógica, Alípio destacou-se como vice-diretor do Instituto Normal da Bahia (1930) e foi fundador e diretor do Colégio da Bahia (atual Colégio Central) e do Colégio Brasil.

Manteve correspondência com a pedagoga italiana Maria Montessori, criadora do método montessoriano, de quem foi tradutor e introdutor no Brasil.[carece de fontes?] Ele dividia o sistema Montessori em dois:
A primeira consiste em que a prática se baseia em teorias que se firmam no conhecimento  do  corpo  do  menino,  de  seus  músculos,  do  mecanismo  do cérebro,  etc;  a  segunda,  em  que  a  teoria  se  baseia  na  parte  espiritual  do homem,   mediante   os   conceitos   sociológicos   da   sociedade   moderna.
Em comemoração ao centenário da fundação do Instituto Normal da Bahia, foi escolhido pela Congregação para escrever a Memória Histórica do Ensino Normal.
Alípio Correia da Franca faleceu em Salvador, em 1957.[carece de fontes?]

## Reconhecimento e homenagens
- Por iniciativa de Antônio Balbino governador do Estado, tem o seu nome rememorado, no Centro Pedagógico Alípio Franca.[4]
- Colegio Estadual Alipio Franca, em Salvador[5]
- 1912 - membro do Conselho Superior de Ensino do Estado da Bahia[1]
- 1915 - homenageado pelos  formandos  do  curso  de  normalistas  do  Instituto  de  Educação[1]

## Obras
- 1936 - Elucidário do Pequeno Contador, na Revista de Ensino[1]
- 1936 - Monografia sobre o melhor modo de divulgar o ensino no Brasil
- 1936 - Memória Histórica: Escola Normal da Bahia - 1836-1936. Bahia: Imprensa Oficial do Estado[3]
- 1935 - Jardim de Infância. 2.ed. Bahia: A Luva[6]
- 1930 - A educação infantil e o método Montessori, na Revista de Ensino (continuação)[2]
- 1929 - A educação infantil e o método Montessori, na Revista de Ensino[2]
- 1924 - Noções de Pedagogia Experimental adaptada à Escola Nova[1]
- 1916 - Noções de Methodologia e de Organização Escolar[1]
- 1896 - Tese apresentada ao Instituto Normal da Bahia para o concurso a cadeira de lente de pedagogia da escola normal da cidade da Barra[1]
- ? - Methodologia e Didactica da Escola Nova[1]